# Kabinett Talon II
Das Kabinett Talon II wurde im westafrikanischen Staat Benin nach der Wiederwahl Patrice Talons zum Staatspräsidenten der Republik Benin am 11. April 2021 gebildet.
Einschließlich des Präsidenten gehören dem Kabinett 24 Personen an, von denen fünf weiblich sind:
| Amt                                                                                             | Amtsinhaber                         | Geschlecht | Formale Amtsbezeichnung                                                                   | Bild                             |
| ----------------------------------------------------------------------------------------------- | ----------------------------------- | ---------- | ----------------------------------------------------------------------------------------- | -------------------------------- |
| Präsident der Republik, Regierungschef, Staatsoberhaupt, Oberster Befehlshaber der Streitkräfte | Patrice Talon                       | m          | Président de la République, Chef du Gouvernement, Chef de l'État, Chef Suprême des Armées | Patrice Talon (2020)             |
| Staatsminister, Minister für Planung und Entwicklung                                            | Abdoulaye Bio Tchané                | m          | Ministre d'État chargé du Développement et de la Coordination de l'Action Gouvernementale | Abdoulaye Bio Tchané (2023)      |
| Staatsminister für Wirtschaft und Finanzen                                                      | Romuald Wadagni                     | m          | Ministre d'État chargé de l'Économie et des Finances                                      |                                  |
| Siegelbewahrer, Minister für Justiz und Gesetzgebung                                            | Sévérin Quenum                      | m          | Garde des Sceaux, Ministre de la Justice et de la Législation                             |                                  |
| Außenminister und Minister für Kooperation                                                      | Aurélien Agbénonci                  | m          | Ministre des Affaires Étrangères et de la Coopération                                     | Aurélien Agbénonci (2018)        |
| Minister für Inneres und öffentliche Sicherheit                                                 | Alassane Seidou                     | m          | Ministre de l'Intérieur et de la Sécurité Publique                                        | Alassane Seidou (2017)           |
| Minister für Lebensqualität und nachhaltige Entwicklung                                         | José Didier Tonato                  | m          | Ministre du Cadre de Vie et du Développement Durable                                      |                                  |
| Minister für Landwirtschaft, Viehzucht und Fischerei                                            | Gaston Dossouhoui                   | m          | Ministre de l'Agriculture, de l'Élevage et de la Pêche                                    |                                  |
| Minister für Dezentralisierung und Kommunalverwaltung                                           | Raphaël D. Akotegnon                | m          | Ministre de la Décentralisation et de la Gouvernance Locale                               |                                  |
| Ministerin für Arbeit und den öffentlichen Dienst                                               | Adidjatou Mathys                    | w          | Ministre du Travail et de la Fonction Publique                                            |                                  |
| Ministerin für Soziales und Mikrofinanzen                                                       | Véronique Tognifodé                 | w          | Ministre des Affaires Sociales et de la Micro-Finance                                     |                                  |
| Minister für Gesundheit                                                                         | Benjamin Hounkpatin                 | m          | Ministre de la Santé                                                                      |                                  |
| Ministerin für höhere Bildung und wissenschaftliche Forschung                                   | Éléonore Yayi Ladekan               | w          | Ministre de l'Enseignement Supérieur et de la Recherche Scientifique                      |                                  |
| Minister für Sekundar- und technische Bildung sowie berufliche Ausbildung                       | Kouaro Yves Chabi                   | m          | Ministre des Enseignements Secondaires, Technique et de la Formation Professionnelle      |                                  |
| Minister für Vor- und Grundschulbildung                                                         | Karimou Salimane                    | m          | Ministre des Enseignements Maternel et Primaire                                           |                                  |
| Minister für Tourismus, Kultur und Kunst                                                        | Babalola Jean-Michel Hervé Abimbola | m          | Ministre du Tourisme, de la Culture et des Arts                                           |                                  |
| Ministerin für Digitalisierung                                                                  | Aurélie Adam Soule                  | w          | Ministre du Numérique et de la Digitalisation                                             | Aurélie Adam Soule (2019)        |
| Minister für Infrastruktur und Transport                                                        | Hervé Hehomey                       | m          | Ministre des Infrastructures et des Transports                                            |                                  |
| Ministerin für Industrie und Handel                                                             | Shadiya Alimatou Assouman           | w          | Ministre de l'Industrie et du Commerce                                                    | Shadiya Alimatou Assouman (2019) |
| Minister für Energie                                                                            | Dona Jean-Claude Houssou            | m          | Ministre de l'Énergie                                                                     |                                  |
| Minister für Wasser und Bergbau                                                                 | Samou Seïdou Adambi                 | m          | Ministre de l'Eau et des Mines                                                            |                                  |
| Minister für kleine und mittelständische Unternehmen und Beschäftigungsförderung                | Modeste Tihounté Kérékou            | m          | Ministre des Petites et Moyennes Entreprises et de la Promotion de l'Emploi               |                                  |
| Minister für Sport                                                                              | Oswald Homeky                       | m          | Ministre des Sports                                                                       |                                  |
| Minister für Nationale Verteidigung                                                             | Fortuné Alain Nouatin               | m          | Ministre de la Défense Nationale                                                          |                                  |